# Booralana tricarinata
Booralana tricarinata är en kräftdjursart som beskrevs av Camp och Heard 1988. Booralana tricarinata ingår i släktet Booralana och familjen Cirolanidae. Inga underarter finns listade i Catalogue of Life.